# Superatome
Un superatome est un agrégat atomique ou cluster doté de propriétés similaires à celle d'un atome.
Par exemple, le sodium à l'état gazeux se condense à l'état solide en agrégats typiquement de 2, 8, 20, 40, 58 ou 82 atomes. Ces nombres, appelés « nombres magiques », sont déterminés par des orbitales électroniques générées par l'agrégat atomique dans son ensemble et non pas seulement par un atome individuel : ils correspondent au nombre d'électrons de valence nécessaires pour saturer les orbitales électroniques du cluster. Ainsi, selon la composition atomiques des agrégats, ceux-ci peuvent être déficitaires en électrons ou, au contraire, excédentaires par rapport à une configuration électronique saturée, et présenter des propriétés chimiques similaires à celles, par exemple, d'un métal alcalin ou d'un halogène.

## Agrégats d'aluminum
Certains agrégats atomiques d'aluminium se comportent comme des superatomes. On les produit sous forme d'anions [Aln]−, n = 1, 2, 3, etc., par réaction avec un gaz contenant de l'iode dans de l'hélium gazeux. L'analyse par spectrométrie de masse montre que, dans ces conditions, l'un des principaux produits de la réaction est la structure [Al13I]−. Ces agrégats de treize atomes d'aluminium ne semblent pas réagir avec l'oxygène lorsqu'on en introduit dans le flux de gaz entrant : dans la mesure où chaque atome d'aluminium dispose de trois électrons de valence, treize atomes d'aluminium en possèdent 39, d'où la stabilité de l'anion [Al13]− qui possède ainsi 40 électrons « de valence » susceptibles d'occuper les orbitales électroniques de l'agrégat correspondant ; on retrouve par la même occasion l'un des « nombres magiques » relevés plus haut avec les clusters de sodium. Des simulations ont montré que l'électron supplémentaire se trouve au sein du cluster préférentiellement à l'opposé de l'atome d'iode, ce qui indiquerait pour l'agrégat Al13 une affinité électronique supérieure à celle de l'iode, d'où le qualificatif de « superhalogène ».
L'unité Al13− se comporte de façon similaire à un ion iodure, de sorte que le cluster [Al13I2]− serait chimiquement semblable à l'ion triiodure I3−.
Dans le même ordre d'idées, les agrégats Al14, qui cumulent 42 électrons de valence, ont des propriétés chimiques rappelant les métaux alcalino-terreux. Cela apparaît nettement avec l'agrégat [Al14I3]−, dans lequel chaque atome d'iode retire un électron de valence parmi les 42 du cluster, n'en laissant que 39 stabilisés par un électron supplémentaire pour atteindre à nouveau 40,.
Exemples d'agrégats d'aluminium ayant des propriétés de superatomes :
- Al7, chimiquement semblable à un atome de germanium.
- Al13, chimiquement semblable à un halogène, peut-être plus spécifiquement le chlore. Par exemple [Al13In]−, avec n = 1 à 13[4].
- Al14, chimiquement semblable à un métal alcalino-terreux. Par exemple [Al14In]−, avec n = 1 à 14[4].
- Al23
- Al37

## Articles liés
- Agrégat atomique
- Condensat de Bose-Einstein